# محوطه اصغر ۲
محوطه اصغر ۲ مربوط به سده‌های متاخر دوران‌های تاریخی پس از اسلام است و در شهرستان زابل، بخش مرکزی، دهستان بنجار، روستای اصغر واقع شده و این اثر در تاریخ ۲۷ اسفند ۱۳۸۶ با شمارهٔ ثبت ۲۲۶۷۶ به‌عنوان یکی از آثار ملی ایران به ثبت رسیده است.